# PTSV Rosenheim
Der Post-Telekom-Sportverein Rosenheim, kurz PTSV Rosenheim, ist ein Sportverein aus Rosenheim in Bayern. 

## Geschichte
Der Verein wurde als Post-SV Rosenheim am 12. Februar 1958 gegründet. Anfangs bestand der Verein aus den Abteilungen Badminton, Faustball, Leichtathletik, Schach und Tischtennis. Von 180 Mitgliedern im Jahr 1958 steigerte sich die Zahl auf 450 im Jahr 1968. 1970 wurden eine Kegel- und eine Kinderturnabteilung gegründet, 1973 Damengymnastik und 1976 Volleyball, während die Abteilungen Faustball und Tischtennis wieder aufgelöst wurden. 1980 folgte der Aufbau einer Tennisabteilung. Weitere neue Abteilungen wurden mit Eishockey und die Stockschießen in den 1980er Jahren initialisiert, während sich die Volleyballabteilung wieder auflöste. 1999 erfolgte die Umbenennung des Vereins in Post-Telekom-SV Rosenheim. Ende der 2010er Jahre hatte der Verein 630 Mitglieder.

## Erfolge

### Badminton
Im Badminton konnte der Verein bisher seine größten Erfolge feiern. In der Saison 1971/1972 spielte die erste Mannschaft des Vereins in der 1. Bundesliga. Seit 2010 ist der Verein erneut in der 1. Liga vertreten.
| Saison    | Veranstaltung                         | Disziplin    | Platz | Name |
| --------- | ------------------------------------- | ------------ | ----- | --- |
| 1990/1991 | Deutsche Einzelmeisterschaft O48      | Herrendoppel | 1     | Hans Schumacher / Günther Müller (Polizei SV Bremen / Post SV Rosenheim)                                                                              |
| 1992/1993 | Deutsche Einzelmeisterschaft O50      | Herreneinzel | 2     | Günther Müller (PSV Rosenheim) |
| 2001/2002 | Deutsche Einzelmeisterschaft U19      | Herrendoppel | 2     | Benjamin Lanzinger / Timo Courage (Post Telekom Rosenheim / TSV Neubiberg-Ottobrunn)                                                                  |
| 2002/2003 | Deutsche Einzelmeisterschaft U19      | Herreneinzel | 5     | Benjamin Lanzinger (Post Telekom Rosenheim) |
| 2002/2003 | Deutsche Einzelmeisterschaft U19      | Mixed        | 5     | Benjamin Lanzinger (Post Telekom Rosenheim) / Kerstin Wagner (VfB Friedrichshafen)                                                                    |
| 2003/2004 | Deutsche Einzelmeisterschaft U15      | Mixed        | 3     | Christian Linder / Carina Eckstein (TV Dillingen / Post Telekom Rosenheim)                                                                            |
| 2003/2004 | Deutsche Einzelmeisterschaft U17      | Mixed        | 2     | Peter Käsbauer / Julia Schmidt (Post Telekom SV Rosenheim / TSV Neubiberg / Ottobrunn)                                                                |
| 2004/2005 | Deutsche Einzelmeisterschaft U15      | Mixed        | 3     | Tobias Vogel / Carina Eckstein (TV Dillingen / PTSV Rosenheim)                                                                                        |
| 2004/2005 | Deutsche Einzelmeisterschaft U17      | Damendoppel  | 3     | Katharina Giebfried / Julia Schmidt (PTSV Rosenheim / TSV Neubiberg)                                                                                  |
| 2004/2005 | Deutsche Einzelmeisterschaft U17      | Herrendoppel | 1     | Peter Käsbauer / Lukas Schmidt (PTSV Rosenheim / SG Post / Süd Regensburg)                                                                            |
| 2004/2005 | Deutsche Einzelmeisterschaft U17      | Mixed        | 1     | Peter Käsbauer / Julia Schmidt (PTSV Rosenheim / TSV Neubiberg)                                                                                       |
| 2004/2005 | Deutsche Einzelmeisterschaft U17      | Herrendoppel | 3     | René Rügamer / Stefan Adam (PTSV Rosenheim / Robur Zittau)                                                                                            |
| 2004/2005 | Deutsche Einzelmeisterschaft U19      | Herreneinzel | 3     | Hannes Käsbauer (PTSV Rosenheim) |
| 2004/2005 | Deutsche Mannschaftsmeisterschaft U19 | Mannschaft   | 3     | PTSV Rosenheim (Hannes Käsbauer, Oliver Roth, Martin Knieling, Manuel Heumann, Peter Käsbauer, Katharina Giebfried, Daniela Bachmayer, Lisa Enzinger) |
| 2005/2006 | Deutsche Einzelmeisterschaft O35      | Herrendoppel | 2     | Michael Pongratz / Jochen Zepmeisel (TSV Mindelheim / PTSV Rosenheim)                                                                                 |
| 2005/2006 | Deutsche Einzelmeisterschaft U15      | Herrendoppel | 3     | Patrik Beier / David Knadler (TSV Neuhausen / PTSV Rosenheim)                                                                                         |
| 2005/2006 | Deutsche Einzelmeisterschaft U19      | Mixed        | 2     | Peter Käsbauer / Julia Schmidt (PTSV Rosenheim / TSV Neubiberg)                                                                                       |
| 2005/2006 | Deutsche Einzelmeisterschaft U19      | Herrendoppel | 1     | Lukas Schmidt / Peter Käsbauer (SG Post Süd Regensburg / PTSV Rosenheim)                                                                              |
| 2006/2007 | Deutsche Einzelmeisterschaft O35      | Mixed        | 1     | Jochen Zepmeisel / Heike Hamm (PTSV Rosenheim / TSG Augsburg)                                                                                         |
| 2006/2007 | Deutsche Einzelmeisterschaft U19      | Mixed        | 1     | Peter Käsbauer (PTSV Rosenheim) / Julia Schmidt (SV Neubiberg-Ottobrunn)                                                                              |
| 2006/2007 | Deutsche Einzelmeisterschaft U19      | Herrendoppel | 1     | Lukas Schmidt (SG Post Süd Regensburg) / Peter Käsbauer (PTSV Rosenheim)                                                                              |
| 2006/2007 | Deutsche Einzelmeisterschaft U22      | Herreneinzel | 2     | Hannes Käsbauer (PTSV Rosenheim) |
| 2007/2008 | Deutsche Einzelmeisterschaft O35      | Mixed        | 1     | Jochen Zepmeisel / Cornelia Ern (PTSV Rosenheim / STC BW Solingen)                                                                                    |
| 2008/2009 | Deutsche Einzelmeisterschaft          | Damendoppel  | 3     | Nicol Bittner (PTSV Rosenheim) / Karen Neumann (VfL 93 Hamburg)                                                                                       |
| 2008/2009 | Deutsche Einzelmeisterschaft O40      | Mixed        | 3     | Matthias Kleibel / Silke Schneider (PTSV Rosenheim / TSG Dossenheim)                                                                                  |
| 2009/2010 | Deutsche Einzelmeisterschaft          | Herrendoppel | 3     | Peter Käsbauer / Oliver Roth (PTSV Rosenheim) |
| 2009/2010 | Deutsche Einzelmeisterschaft          | Mixed        | 3     | Michael Fuchs (1. BC Bischmisheim) / Nicol Bittner (PTSV Rosenheim)                                                                                   |
| 2009/2010 | Deutsche Einzelmeisterschaft          | Damendoppel  | 2     | Nicol Bittner (PTSV Rosenheim) / Karen Neumann (VfL 93 Hamburg)                                                                                       |
| 2009/2010 | Deutsche Einzelmeisterschaft O40      | Damendoppel  | 3     | Martina Allmannsberger / Susi Breitrainer (TSG Söflingen/PTSV Rosenheim)                                                                              |